# Les chenilles
Les chenilles ist ein französischer Kurzfilm unter der Regie der beiden Schwestern Michelle Keserwany und Noel Keserwany aus dem Jahr 2022. Der Film feierte am 19. Februar 2023 auf der Berlinale seine internationale Premiere in der Sektion Berlinale Shorts.

## Handlung
Sarah und Asma stammen aus der Levante und lernen sich bei der Arbeit im Restaurant in Lyon kennen. Beide mussten ihre Heimat unfreiwillig verlassen und leiden darunter. Anfangs stehen sie einander skeptisch gegenüber. Allmählich aber entdecken sie eine Gemeinsamkeit, die weit zurückreicht: Bis in die Zeit, als die Seidenstraße Lyon und ihre Heimat verband. So können sie zum Trost füreinander werden.
Wirtschaftliche, geografische und historische Folgen der Seidenproduktion werden ebenso thematisiert wie Vertreibung, Ausbeutung, Auswirkungen historischer Ereignisse auf das Leben in der Gegenwart und weibliche Solidarität. In der Begegnung der zwei Frauen sind Zerbrechlichkeit und zugleich Widerstandsfähigkeit zu spüren. Verwundbarkeit wird zu einer Form von Emanzipation und Empowerment.

## Produktion

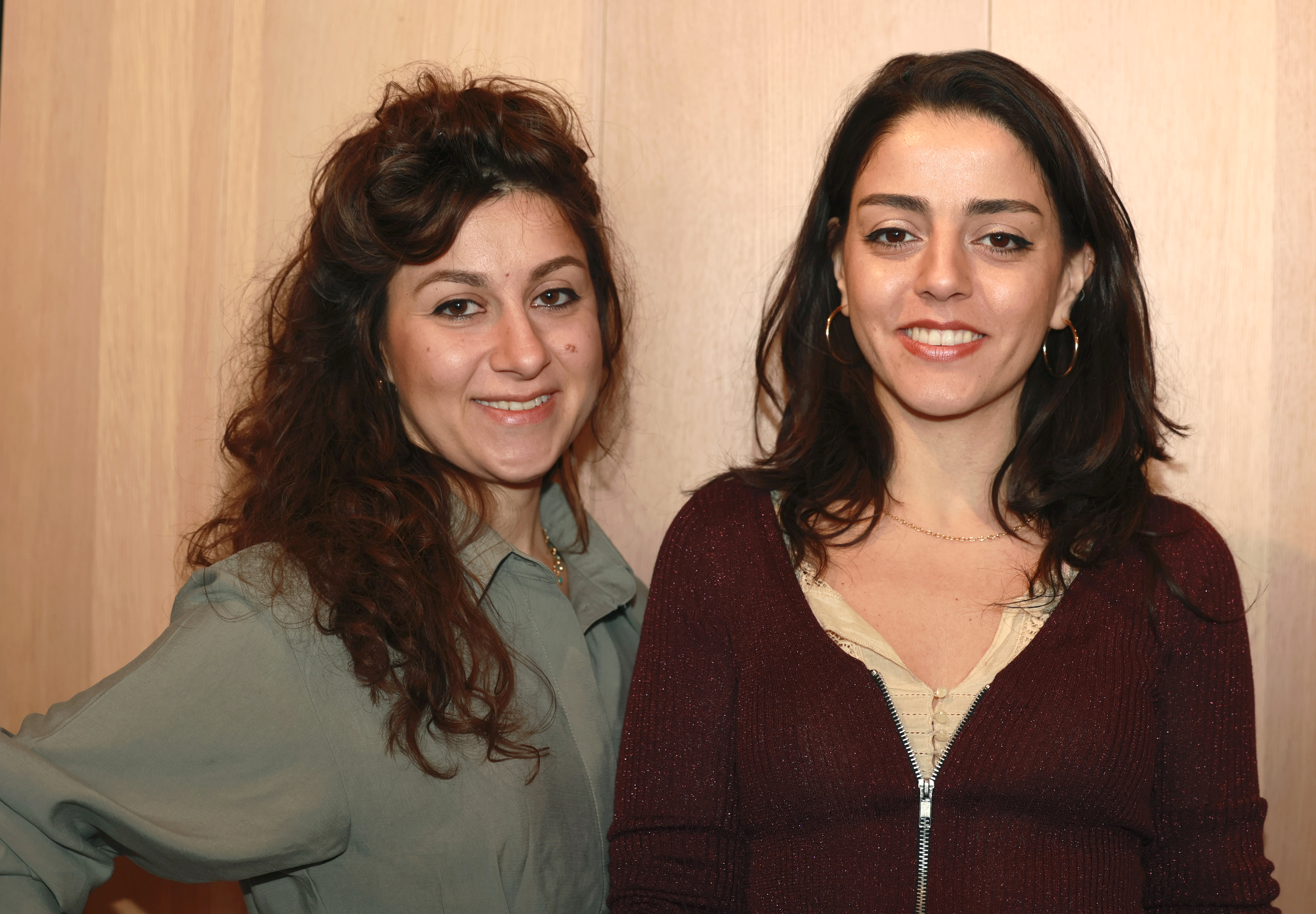
Die Regisseurinnen Michelle und Noel Keserwany, 2023

### Filmstab
Regie führten die Schwestern Michelle Keserwany und Noel Keserwany. Die Kameraführung lag in den Händen von Karim Ghorayeb und für den Filmschnitt war Konstantin Bock verantwortlich. Die Musik komponierten Zeid Hamdan und Lynn Adip.
In wichtigen Rollen sind Masa Zaher und Noel Keserwany zu sehen.

### Produktion und Förderungen
Produziert wurde der Film von Marine Vaillant.

### Dreharbeiten und Veröffentlichung
Gefilmt wurde in Lyon.
Ende 2022 feierte der Film im Rahmen der Biennale de Lyon seine Premiere. Es folgte am 19. Februar 2023 auf der Berlinale die internationale Premiere in der Sektion Berlinale Shorts.

## Auszeichnungen und Nominierungen
- 2023: Internationale Filmfestspiele Berlin
  - Goldener Bären für den Besten Kurzfilm[8]
  - Nominierung für den Silbernen Bären Preis der Jury (Kurzfilm)